# عملیات تکمیلی کربلای ۵
عملیات تکمیلی کربلای ۵ با رمز یا زهرا (س) در محور شلمچه - کانال ماهی به صورت نیمه گسترده در تاریخ ۱۳ بهمن ۱۳۶۵ به فرماندهی سپاه انجام شد.

## منطقه عملیات
منطقه عملیاتی شلمچه که در جنوب شرقی شهر مهم بصره قرار گرفته و تقریباً نزدیک‌ترین محور وصولی به این شهر به‌شمار می‌آید، به مناطق و محورهای زیر محدود می‌باشد: از شمال، به آب گرفتگی جنوب زید. از شرق، به دژ مرزی ایران و عراق. از جنوب، به رودخانه اروند و اروند صغیر. از غرب، به کانال زوجی و شهرهای تنومه و الحارثه. این منطقه از تعداد زیادی نهر، کانال، خاکریز، جاده و موانع طبیعی و غیرطبیعی تشکیل شده است که همه آن‌ها در بخش شمالی اروند قرار دارند. همچنین، آب گرفتگی‌های متعددی در این منطقه وجود دارند که از سوی ارتش عراق به عنوان موانعی در مقابل هر گونه نفوذ قوای ایرانی ایجاد شده‌اند.

## اهمیت و هدف عملیات
در راس اهداف عملیات تکمیلی، پنج هدف عمده از جمله «تکمیل و ترمیم خط پدافندی ایرانی‌ها در نهر جاسم؛ توسعه و تثبیت نهایی سر پل منطقه غرب نهر جاسم و پیشروی عمده به سوی کانال زوجی، تصرف مجدد سرپل غرب کانال ماهی و گرفتن جناح اساسی از عراقی‌ها، حضور مؤثر و تهدید منطقه استراتژیک شرق کانال زوجی و انهدام بخشی وسیع از امکانات و نفرات ارتش عراق» قرار داشت.

## شرح عملیات
بر اساس طرح این عملیات، نیروهای عمل‌کننده در حد فاصل نهر جاسم و کانال زوجی از شرق به غرب در امتداد جاده شلمچه - بصره، تک می‌کنند. در این عملیات، لشکر ۱۴ امام‌حسین پس از پاکسازی موضع نونی شکل در جنوب جاده شلمچه و نیز پاکسازی جاده غرب این موضع، با لشکر ۸ نجف روی چهار راه دوم الحاق می‌کند.
این عملیات در ۳ اسفند ۱۳۶۵ در ساعت ۱۹:۵۰ آغاز شد. با آغاز عملیات و در ساعت‌های اولیه، نیروهای ایرانی توانستند خط دفاعی عراقی‌ها را شکسته و خود را به جاده آسفالت بصره برسانند. این گروه پس از تثبیت موضع خود، اقدام به حفر خاکریز کردند. باقی نیروهای ایرانی نیز در تلاش برای خاکریز بودند. این عملیات تا استقرار نیروهای ایرانی بر جاده شلمچه - بصره و پاک‌سازی چهار راه این جاده و تصرف مواضع نونی شکل دوم تا ششم انجامید و نیروهای عملیاتی با احداث خاکریز به مقابله با پاتک‌های عراقی‌ها پرداختند. پس از تکمیل مرحله اول این عملیات، مرحله دوم آغاز شد. ارتش عراق برای مقابله، چندین بار پاتک زده که هر بار دفع شد. همچنین گزارش شده که از بمب‌های شیمیایی نیز در مقابله با نیروهای ایرانی استفاده شده است.

## استعدادها، تلفات و خسارت

### ایران
اکثر یگانهای لشکر ۲۷ محمد رسول‌الله و لشکر سیدالشهدا، لشکر ۱۴ امام حسین با استعداد سه گردان، لشکر ۸ نجف اشرف به استعداد سه گردان، لشکر ۳۱ عاشورا با استعداد دو گردان، لشکر ۷ ولی‌عصر با استعداد یک گردان و بسیاری از تیپ و گردان‌های مستقل سپاه و بسیج شرکت داشتند. حسین خرازی، فرمانده لشکر ۱۴ امام حسین، از کشته شدگان این نبرد بود.

### عراق
۸۰ گردان پیاده، زرهی، مکانیزه و کماندویی و ۱۰ گردان توپخانه نیروهای ارتش عراق را تشکیل می‌دادند. گفته شده عراقی‌ها بیش از ۱۰ هزار نفر تلفات در این عملیات داشته‌اند.

## برای مطالعهٔ بیشتر
- محسن رشید، گزارشی کوتاه/ مرکز مطالعات و تحقیقات جنگ سپاه پاسداران انقلاب اسلامی، ویرایش: مهدی انصاری، تهران: سپاه پاسداران انقلاب اسلامی، مرکز مطالعات و تحقیق جنگ، ۱۳۷۸، شابک: ۹۶۴-۶۳۱۵-۳۳-x